# Tom en Jerry
Tom en Jerry (Engels: Tom and Jerry) is een Amerikaanse tekenfilmreeks over een kat (Tom) en een muis (Jerry). De show werd oorspronkelijk geproduceerd door Metro-Goldwyn-Mayer en is bedacht door William Hanna en Joseph Barbera. Sinds 1993 wordt de productie verricht door Warner Brothers.
De reeks is een van de populairste animatiereeksen ter wereld.

## Geschiedenis
- De Tom en Jerry-geschiedenis wordt meestal verdeeld in zeven periodes:
  - Hanna-Barbera-periode (1940-1958)
  - Gene Deitch-periode (1961-1963)
  - Chuck Jones-periode (1963-1967)
  - Latere Hanna-Barbera-periode (1975)
  - Filmation Associates (1980)
  - Hanna Barbera Studios (1990-1993)
  - Warner Brothers (1993-heden)

Van 1940 tot 1958 werden 114 Tom en Jerry-tekenfilms geproduceerd door de Metro-Goldwyn-Mayer cartoon studio in Hollywood waarna de filmstudio werd gesloten. Destijds werden de tekenfilms, net als alle animatiefilmpjes uit die tijd, in de bioscoop gedraaid. Deze 114 tekenfilms worden tegenwoordig gezien als tijdloze klassiekers en zijn wereldwijd nog steeds erg populair. Zeven ervan werden met Academy Award voor Beste Korte Animatiefilm bekroond, waarmee Tom en Jerry nét onder Walt Disneys Silly Symphonies komt te staan als de animatiereeks die de meeste Oscars won.
Tom en Jerry kreeg nadien nog vele vervolgen: in 1960 gaf MGM de productie van Tom en Jerry aan Rembrandt Films (geleid door Gene Deitch) in Praag, in het toenmalige Tsjecho-Slowakije. Het resultaat was een reeks erg goedkoop geproduceerde en surrealistische animatiefilms. Drie jaar later keerde de productie terug naar Hollywood, waar Chuck Jones tot 1967 voor Sib-Tower 12 Productions nieuwe episodes regisseerde. In 1975 kwam er een nieuwe Tom & Jerry Show waarin het tweetal op vriendschappelijke basis met elkaar omging. Nadien volgden er diverse pogingen om de oude reeks nieuw leven in te blazen, maar de eerste 114 tekenfilms uit de periode 1940-1957 worden algemeen aanzien als de beste en blijven de populairste.

## Plots
De plots van de korte filmpjes draaien meestal rond Toms frustrerende pogingen om Jerry te vangen en het wilde geweld dat hiermee gepaard gaat. Zowel Tom als Jerry zijn even gemeen tegenover elkaar, maar nochtans zijn er evenveel momenten in de filmpjes aan te duiden waar ze toch redelijk met elkaar kunnen opschieten. Hierdoor is het onduidelijk waarom Tom zo vaak op Jerry jaagt, maar de meest voor de hand liggende redenen zijn allicht:
1. Hun kat-en-muisverhouding,
2. Omdat Toms bazin dit beveelt,
3. Competitie met een andere kat,
4. Wraakname na bijvoorbeeld een provocatie door Jerry of,
5. Pure pesterij.

Het lukt Tom soms om Jerry te vangen, meestal omdat Jerry het zelf toelaat of door dom geluk. In Heavenly Puss uit 1949, droomt Tom dat hij voor straf niet naar de hemel mag na zijn dood, omdat hij zijn hele leven verspild heeft aan het opjagen van Jerry.
De originele reeks staat berucht om haar erg gewelddadige gags: Jerry snijdt Tom doormidden, houdt zijn hoofd tussen een venster of een deur, stopt zijn staart in een wafelijzer of een stopcontact. Tom gebruikt bijlen, pistolen, dynamiet, knuppels en vergif om Jerry te kunnen vermoorden (om een of andere reden lijkt hij Jerry slechts zelden te willen opeten). Een running gag is dat Jerry Tom pijn doet terwijl hij niet oplet, en Tom deze pijn pas enkele seconden later beseft. Ook neemt Toms lichaam na deze martelingen allerlei bizarre vormen aan. Hij wordt bijvoorbeeld geplet door een zware kast of stoomwals en wordt vervolgens zo plat als een strijkplank, om een paar seconden later weer in de juiste vorm te "ploppen" en woedend achter Jerry aan te gaan.
De muziek en geluidseffecten spelen een belangrijke rol in de korte filmpjes en dragen bij tot de humor en de actie. Muzikaal regisseur Scott Bradley maakte een mix van jazz, klassiek en popmuziek.
Vóór 1953 werden alle Tom en Jerry-tekenfilms geproduceerd in de standaard Academy ratio; van 1953 tot 1956 was het soms de Academy ratio en soms de breedbeeld Cinemascope. Van 1956 tot de sluiting van MGM een jaar later werden alle Tom en Jerry-tekenfilms geproduceerd in Cinemascope; sommige werden zelfs opgenomen met een stereosoundtrack. De korte filmpjes van Gene Deitch en Chuck Jones in de jaren 60 werden allemaal geproduceerd in Academy-formaat. Alle Hanna-Barberatekenfilms werden geproduceerd in Technicolor, de korte filmpjes in de jaren 60 in Metrocolor.

## Personages
Tom en Jerry
Tom is een blauwgrijze huiskat (hoogstwaarschijnlijk een Blauwe Rus), die een luizenleventje heeft, terwijl Jerry een kleine, bruine muis is die in hetzelfde huis woont. De 2 zijn vrienden, maar als het baasje van Tom er achter zou komen, zou Tom vervangen worden door een andere kat. Daarom gedraagt Tom zich vaak agressief, egoïstisch en pesterig naar Jerry. Jerry kan ook gemeen uit de hoek komen en provoceert Tom dan ook regelmatig, maar is doorgaans veel intelligenter dan Tom. Meestal wint Jerry dan ook van Tom. Echter, Jerry wil daarin niet te ver gaan want als Tom door een andere kat wordt vervangen zou die andere kat wellicht Jerry wel kunnen vangen en doden. In sommige filmpjes redden ze elkaar daarom in geval van nood, gevaar of een wederzijds probleem, en soms voeren ze ook ten behoeve van het baasje een toneelspel op. Toms volledige naam is Tom Cat (Tom de kat), wat is afgeleid van "tomcat", Engels voor "kater". De naam Jerry is er vervolgens bij bedacht door Geraint Rowlands. Een onbevestigde theorie is dat de namen geïnspireerd zouden zijn door de bijnamen van de Engelsen (Tommies) en Duitsers (Jerries) tijdens de Tweede Wereldoorlog.
Tom en Jerry spreken zo goed als nooit. De overige bijrollen meestal wel. Toch zijn er momenten waarop we Tom horen praten. In Zoot Cat (1944) horen we hem praten en in Solid Serenade (1946) horen we hem een serenade zingen: Louis Jordans Is You Is or Is You Ain't My Baby. Co-regisseur William Hanna zorgde voor de overige geluiden van het duo, inclusief Toms beroemde schreeuw (opgenomen door het begin en einde van Hanna's schreeuw van de geluidsband te verwijderen, zodat alleen het luidste gedeelte overbleef).
Andere personages
In zijn pogingen om Jerry te vangen, krijgt Tom soms te maken met de volgende personages:
- Spike (soms "Killer" of "Butch" genoemd); een boze waakhond/buldog die meestal Tom probeert weg te jagen en vriendelijk is tegen Jerry. Over het algemeen is dit omdat Tom in zijn ijver om Jerry te vangen de hond per ongeluk stoort, wat soms ook opzettelijk door Jerry geprovoceerd wordt. Tijdens de jaren 50 kreeg Spike een zoon genaamd Tyke, wat er toe leidde dat Spike een zachter karakter kreeg. Er kwam ook een tweedelige spin-off-reeks; Spike en Tyke.
- Butch; een zwarte straatkat die Jerry wil vangen en opeten en zowel Toms vriend als aartsrivaal is. In sommige films vormen Butch en Tom een bende met diens vrienden Lightning, Topsy en Meathead.
- Toodles Galore; Toms vriendinnetje. Eerder was deze zwijgzame witte kat de leading lady in The Alley Cat waarin Butch de hoofdrol speelde voordat beide karakters in de Tom en Jerry-reeks werden geïntegreerd. In Blue Cat Blues komt een golddiggende dubbelgangster voor die met de rijk geworden Butch trouwt ten koste van Tom.
- Mammy Two Shoes; een Afro-Amerikaanse schoonmaakster en/of in sommige filmpjes de eigenares van het huis. Het gezicht van Mammy Two Shoes werd doorgaans nooit getoond. Op last van burgerrechtenorganisaties werd ze vanaf 1952 eerst door een typisch jaren-50-koppel (Joan en George) vervangen, daarna door een dunne, strenge vrouw die Jerry tegen Tom beschermt en in de remake van Saturday Evening Puss door een tienermeisje.
- Nibbles; een kleine grijze muis die Jerry aan het einde van de jaren 1940 adopteerde toen deze vondeling was. Anders dan Jerry kon hij wél praten.
- Little Quacker; een jong eendje dat later de inspiratie vormde voor Yakky Doodle.

## Trivia
- In de eerste aflevering, Puss Gets the Boot (1940), worden Tom en Jerry nog respectievelijk Jasper en Jinx genoemd.[1]
- De namen Tom en Jerry werden aangedragen door animator John Carr, maar hij bedacht ze niet. Ze zijn afkomstig uit het boek "Life in London", uit 1821. Het boek leidde tot een toneelstuk, en er werd eierpunch naar vernoemd.[2]
- In de Amerikaanse satirische animatieserie The Simpsons is The Itchy & Scratchy Show een overdreven bloederige parodie op Tom en Jerry.
- In Duitsland zijn de filmpjes voorzien van een rijmende commentaarstem.
- Het Amerikaanse duo Simon & Garfunkel is begonnen tijdens hun middelbareschooltijd als het duo Tom & Jerry.[3]
- In 1932 waren er al zwart-wit animaties van Tom en Jerry, maar dat zijn twee menselijke figuren. Geproduceerd door A. Van Beuren.